# DCTD
DCTD (англ. DCMP deaminase) – білок, який кодується однойменним геном, розташованим у людей на короткому плечі 4-ї хромосоми.  Довжина поліпептидного ланцюга білка становить 178 амінокислот, а молекулярна маса — 20 016.
| 10         |  | 20         |  | 30         |  | 40         |  | 50         |
| ---------- |  | ---------- |  | ---------- |  | ---------- |  | ---------- |
| MSEVSCKKRD |  | DYLEWPEYFM |  | AVAFLSAQRS |  | KDPNSQVGAC |  | IVNSENKIVG |
| IGYNGMPNGC |  | SDDVLPWRRT |  | AENKLDTKYP |  | YVCHAELNAI |  | MNKNSTDVKG |
| CSMYVALFPC |  | NECAKLIIQA |  | GIKEVIFMSD |  | KYHDSDEATA |  | ARLLFNMAGV |
| TFRKFIPKCS |  | KIVIDFDSIN |  | SRPSQKLQ   |  |            |  |            |

A: Аланін

C: Цистеїн

D: Аспарагінова кислота

E: Глутамінова кислота

F: Фенілаланін

G: Гліцин

H: Гістидин

I: Ізолейцин

K: Лізин

L: Лейцин

M: Метіонін

N: Аспарагін

P: Пролін

Q: Глутамін

R: Аргінін

S: Серин

T: Треонін

V: Валін

W: Триптофан

Кодований геном білок за функціями належить до гідролаз, фосфопротеїнів. 
Задіяний у такому біологічному процесі як альтернативний сплайсинг. 
Білок має сайт для зв'язування з іонами металів, іоном цинку. 